# Єгуд
Єгу́д (івр. יְהוּד) є містом в Центральному окрузі Ізраїлю, яке є частиною спільного муніципалітету Єгуд-Моноссон. 2013 року населення Єгуду становило близько 28 200 (виключаючи Неві-Моноссон).

## Історія
Єгуд згадується в Біблії в переліку міст цієї області («і Єгуд, і Бней-Брак, і Гат Рімон» — Книга Ісуса Навина : 19, 45). Арамейське слово Єгуд стосується провінції Перської імперії, Єгуд Медіната, у приблизному місці розташування Юдейського царства, де була викарбувана мала срібна монета з написом із трьох букв «YHD». Фактичний розмір Єгуду тих часів залишається предметом дискусій учених (наприклад, чи посідав він усю повноту попереднього царства, а чи був набагато меншим). Населення Єгуду також продовжує дискутуватися (наприклад, чи складалося воно тільки з тих юдеїв, які повернулися з Вавилону, або ж останні змішалися з «людьми (вже) в землі» — עם הארץ).
У наступні століття Єгуд став арабським містом Al-Yehudiya [Єгудійя] (буквально арабською мовою: «місце євреїв»), також званим Al-'Abbasiyya, але арабське населення повністю залишило його протягом Арабо-ізраїльської війни 1948 року.
Місто було заселене на початку 1950-х років ладіно-мовними євреями турецького походження, а потім і євреями з Білостоку, Польща та інших частин діаспори. Місто значно розширилося останніми роками, розвинулися промислова і хай-тек галузі з такими компаніями, як IAI та Mercury Interactive, що привернуло тисячі вчених і фахівців у нових, високоінвестиційних поселеннях Givat Avia, Kiryat HaSavyonim тощо.
У червні 2011 посадові особи міста оголосили, що вони зобов'язуються розпочати масивний будівельний проєкт з копіювання Староміської площі швейцарського міста Лугано в центрі Єгуду, щоб пожвавити торгівлю і туризм. Архітектурна репліка буде рясніти неокласичними колонадами.

## Місцеве самоврядування

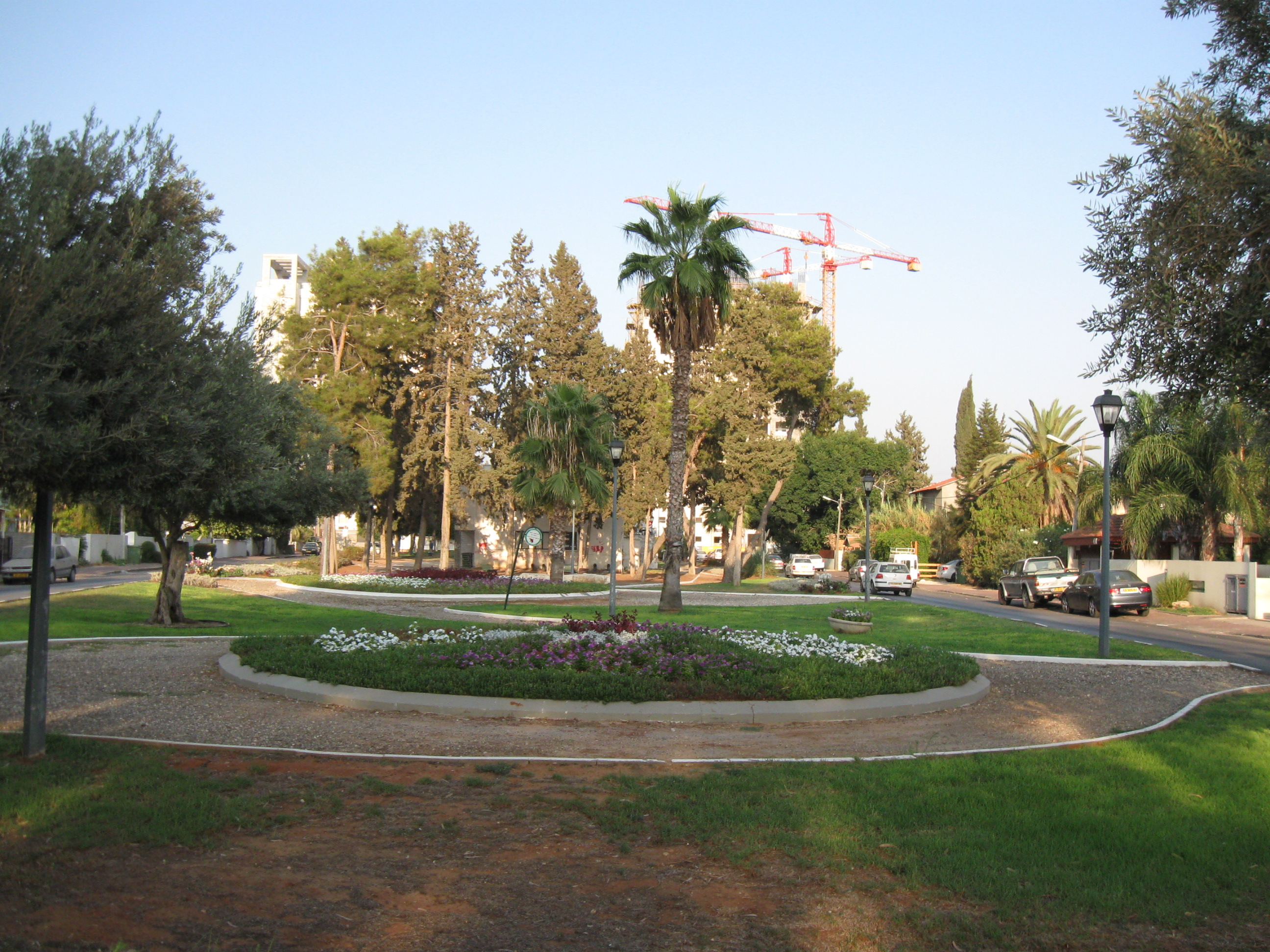
Єгудський парк

Муніципалітет Єгуд-Моноссон був утворений у 2003 році, щоб забезпечити надання муніципальних послуг в Єгуді та сусідньому поселенні Неві-Моноссон (насел. 2600). Відповідно до умов злиття, Неві-Моноссон залишається з високим ступенем автономії в руках місцевої адміністрації (minhelet). 2005 року, у рамках реалізації плану злиття, міністр внутрішніх справ надав статус міста—автономного району (vaad rova ironi) місцевій адміністрації Неві-Моноссон. На практиці муніципалітет Єгуд-Моноссон функціонує як муніципалітет Єгуду, у той час, як надання основних статутних муніципальних послуг в Неві-Моноссон здійснюється на умовах аутсорсингу.

## Демографія
За даними Центрального статистичного бюро Ізраїлю (ЦСБ), в 2001 році етнічний склад міста був повністю єврейським: 10 500 чоловіків і 11 100 жінок. Населення міста було розподілене за віковою ознакою так: 33,4 % віком 19 років або молодше, 16,1 % віком між 20 і 29, 19,9 % віком між 30 і 44, 18,8 % від 45 до 59, 2,9 % від 60 до 64, і 8,8 % 65 років і старше. Темпи зростання чисельності населення в 2001 році становили 2,6 %.

## Економіка
Єгуд слугує штаб-квартирою потужної компанії Africa Israel Investments, контрольний пакет акцій якої належить Левові Леваєву.

## Освіта
За даними ЦСБ, у місті є 10 шкіл та 5159 учнів. З них 6 початкових шкіл і 2252 учнів початкових шкіл, а також 5 вишів і 2907 студентів вищих навчальних закладів.

## Спорт
ФК «Хапоель Єгуд» провів кілька сезонів у вищому дивізіоні ізраїльського футболу наприкінці 1970-х і початку 1980-х років, вигравши Кубок Ізраїлю 1982 року. Після декількох понижень у класі клуб був закритий 1998 року. Новий клуб, Хапоель Іроні Єгуд, утворений у 2004 році. Тепер[коли?] він грає в Лізі Гімел.